# Levan Dzjibladze
Levan Dzjibladze, även känd under artistnamnet Leo Jee (georgiska: ლევან ჯიბლაძე),  född 8 mars 1987, är en georgisk artist och sångare. 

## Karriär
Dzjibladze tog studenten vid Tbilisis universitet. Därefter har han deltagit i flera olika musikevenemang, festivaler och kulturella evenemang. Han har deltagit i musiktävlingen Imedi Wave på TV-kanalen Imedi TV och i Star Academy på Rustavi 2. År 2009 deltog han i Amber Star, en internationell musiktävling som hölls i Sverige och som han vann. 

### Eurovision
Dzjibladze inledde sin Eurovision Song Contest-karriär som låtskrivare i Moldaviens uttagning till Eurovision Song Contest 2010 då han skrev låten "S.O.S" till bandet Brand. År 2012 ställde han upp i Georgiens uttagning till Eurovision Song Contest 2012 med låten "It's My Life". Dzjibladze lyckades inte vinna finalen, som istället vanns av Anri Dzjochadze.